# Volcán Salín
Salín es un estratovolcán de la cordillera de los Andes ubicado en el límite entre Argentina (provincia de Salta) y Chile (región de Antofagasta). Tiene una altura de 6029 metros.
De su ladera oeste brota la quebrada de Salin.